# 国鉄タキ1450形貨車
国鉄タキ1450形貨車（こくてつタキ1450がたかしゃ）は、かつて鉄道省に在籍した私有貨車（タンク車）である。

## 概要
タキ1450形は、1928年（昭和3年）の車両称号規程改正によりオア27650形を改番し誕生した形式である。オア27650形は1928年（昭和3年）6月19日に1両（オア27650）のみが製造された日本初の25 t積タンク車である。しかし改番の際にはタキ1形とはならずタキ1450形が附番された。
所有者は、製鉄所でありその常備駅は鹿児島本線の枝光駅であった。
1930年（昭和5年）6月2日に廃車となり、同時に形式消滅となった。